# Yadira Silva
Yadira Silva (* 24. Dezember 1985 in Unión de Reyes, Kuba) ist eine aus Kuba stammende mexikanische Tischtennisspielerin. Sie nahm bis 2019 an 11 Weltmeisterschaften sowie am Einzelwettbewerb der Olympischen Spiele 2008, 2012 und 2016 teil.

## Werdegang
Yadira Silva wurde in Kuba geboren, wuchs hier auf und begann mit 10 Jahren mit dem Tischtennissport. Unter der Flagge Kubas erzielte sie einige Erfolge. 2006 heiratete sie den Mexikaner Roberto Madrigal Hernández, übersiedelte nach Mexiko und erhielt hier die mexikanische Staatsbürgerschaft. Seitdem trat sie bei internationalen Wettbewerben für Mexiko an.
Von 2008 bis 2019 nahm sie – mit Ausnahme von 2009 – an allen Weltmeisterschaften teil, kam dabei aber nie in die Nähe von Medaillenrängen. Bei den Olympischen Spielen 2008 in Peking schied sie bereits in der ersten Runde gegen die Kroatin Andrea Bakula aus. Nicht besser lief es bei den Olympischen Spielen 2012 in London, wo sie gegen Ariel Hsing (USA) verlor. 2016 in Rio de Janeiro gelang ihr ein Sieg über die Syrierin Heba Allejji, danach unterlag sie der Slowakin Barbora Balážová.

## Privat
Yadira Silva ist verheiratet und hat zwei Töchter.